# Les francesilles
Las Francesillas (Les francesilles, en català normatiu) és una comèdia en tres actes i en vers, original de Frederic Soler, estrenada el nit del 8 d'octubre de 1868, al Teatre Català Romea de Barcelona. Soler va dedicar la peça a Víctor Balaguer.

## Repartiment de l'estrena
- Àngela: Francisca Soler
- Isabel: Balbina Pi
- Climent: Lleó Fontova
- Albert: Josep Clucellas
- Don Carlos: Francesc Puig
- Lari: Iscle Soler
- Gil: Joan Perelló
- El diputat: Joan Langlois
- El mestre: Manuel Ferrandis

## Edicions
- 3ª ed.: Impremta de Salvador Bonavia. Barcelona, 1909